# Versetzungsdichte
Unter der Versetzungsdichte ρ versteht man die Gesamtlänge aller Versetzungslinien pro Volumeneinheit in einem kristallinen Festkörper. Sie hat die Einheit {\displaystyle \mathrm {{\frac {m}{m^{3}}}=m^{-2}} .}
Durch eine erhöhte Versetzungsdichte wird in einem Metall die Festigkeit {\displaystyle \sigma } erhöht (vgl. Kaltverfestigung):
{\displaystyle \sigma \propto {\sqrt {\rho }}}
sowie das Umformvermögen und die elektrische Leitfähigkeit verringert.
Beispiel: Die Versetzungsdichte in speziell gezüchteten Kupfereinkristallen beträgt etwa 108 m/m³ und kann bei starker Verformung bis auf etwa 1015 m/m³ ansteigen.

## Messung

### Direkte Methoden

#### Versetzungsätzen / EPD-Bestimmung
Die älteste bekannte Möglichkeit zur Sichtbarmachung von Versetzungen und Bestimmung ihrer Dichte besteht darin, die betreffenden Kristalle zu ätzen. Dabei werden Atome aus dem Spannungsfeld von oberflächennahen Versetzungen leichter herausgelöst. Es entstehen so genannte Ätzgrübchen, deren Dichte in einem Lichtmikroskop gezählt werden kann. Die sich dabei ergebende etch pit density, engl. Ätzgrubendichte, kurz EPD, ist vor allem in der Halbleiterindustrie ein Maß für die Qualität von Halbleiter-Wafern.
Silizium-Wafer für die Mikroelektronik oder Epitaxie haben für gewöhnlich eine relativ geringe Ätzgrubendichte von < 103 cm−2 während beispielsweise GaAs-Wafer in der Größenordnung 105 cm−2 liegen.
Die Bestimmung der etch pit density ist geregelt in DIN 50454-1 und ASTM F 1404.

#### TEM
Das Spannungsfeld um Versetzungen kann im Transmissionselektronenmikroskop (TEM) auch direkt sichtbar gemacht werden. Damit ist auch eine Bestimmung der Versetzungsdichte über Bildauswerteverfahren möglich. Da das in einem Bild beobachtbare Volumen jedoch sehr klein ist, ergibt sich ein hoher Aufwand.

#### Infrarot-Lichtmikroskopie
Bei Halbleitern kann die Versetzungsdichte auch mit speziellen Lichtmikroskopen, die mit IR-Licht arbeiten, bestimmt werden. Viele Halbleiter sind in diesem Spektralbereich transparent – die Versetzungslinien werden sichtbar und können gezählt werden.

### Indirekte Methoden
Die Versetzungsdichte kann auch mit Beugungsmethoden bestimmt werden. Die am häufigsten verwendete Methode ist dabei die röntgenographische Profilanalyse, die die Profilverbreiterung von Röntgenpeaks infolge der (integralen) Gitterverzerrung im Umfeld der Versetzungen misst.